# Reichsbahn SG Gleiwitz
Die Reichsbahn SG Gleiwitz war ein Sportverein aus Gleiwitz. Sein ursprünglicher Name war Eisenbahner-SV Gleiwitz.

## Geschichte

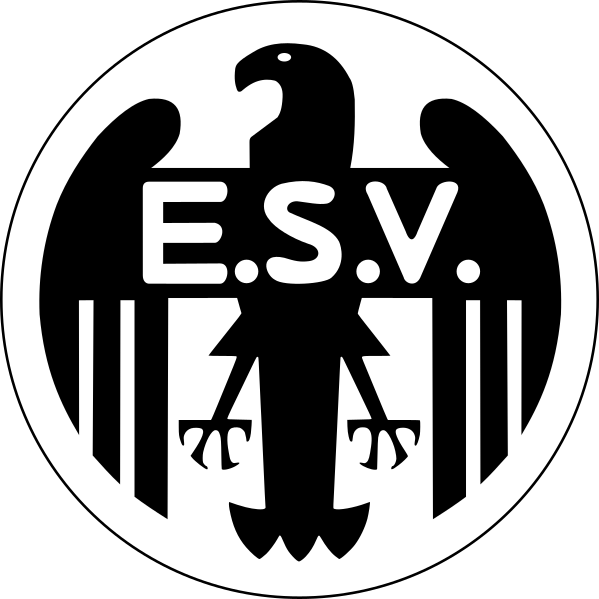
Logo des Eisenbahner-SV Gleiwitz
(1926–1928)

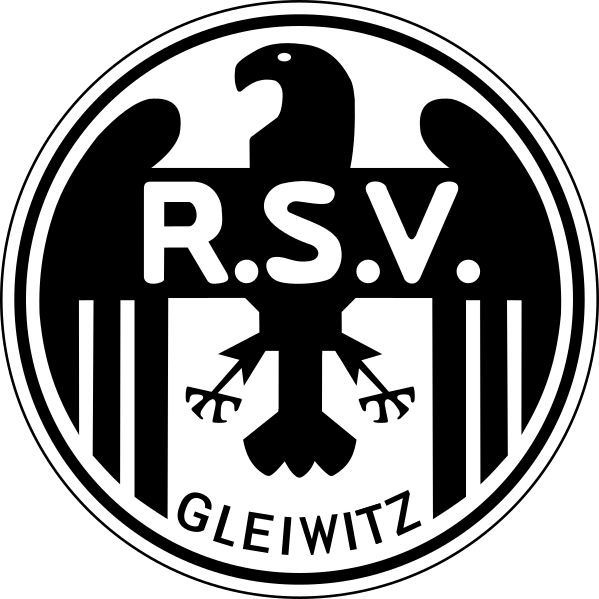
Logo des Reichsbahn-SV Gleiwitz
(1928–1939)

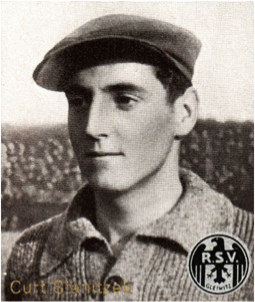
Curt Stanitzek

Der Verein wurde 1926 unter dem Namen Eisenbahner-Sportverein Gleiwitz (ESV Gleiwitz) als Werksclub der Deutschen Reichsbahn gegründet. 1928 erfolgte die Umbenennung in Reichsbahn-SV Gleiwitz. In den Anfangsjahren spielte der Reichsbahner-Sportverein in den unteren Ligen.
1936 gelang dem Reichsbahn-SV Gleiwitz der Aufstieg in die seinerzeit höchste Fußballklasse, die Gauliga Schlesien.
In der Gauligasaison 1936/37 belegte die Reichsbahn-SV den fünften Platz.
1939 erfolgte die Umbenennung in Reichsbahn SG Gleiwitz. In der Spielzeit 1939/40 konnten die Gleiwitzer das spielerische Niveau nicht mehr halten und stiegen als Letzter ab.
Nach Ende des Zweiten Weltkrieges wurde die Stadt Gleiwitz polnisch und der Verein Reichsbahn SG Gleiwitz wurde aufgelöst.

## Spielstätte
Die Spielstätte des Reichsbahn SG Gleiwitz war das Gleiwitzer RSG-Stadion. Der Platz heißt heute Boisko KKS "Kolejarz", przy ulicy Sportowej und ist Heimstätte des Fußballvereins KKS Kolejarz Gliwice.

## Bekannte Spieler
- Hans Baron
- Robert Gruner (1948–1989 als Robert Gronowski)[1][2] (als Jugendlicher)
- Lothar Grziwok (als Jugendlicher)
- Curt Stanitzek
- Günter Woitas (als Jugendlicher)